# ビートルズ・ファン・クラブ
ビートルズ・ファン・クラブは、1965年1月から1972年3月まで活動していた日本におけるビートルズの公認ファン・クラブである。略称はBFC。なお、現在の日本における公認ファン・クラブ、ザ・ビートルズ・クラブ（略称BCC）と直接的な関係はない。

## 解説
1964年8月1日、ビートルズの初主演映画『ビートルズがやって来る ヤァ！ヤァ！ヤァ！』が東京・築地の映画館、松竹セントラル劇場で封切りされた。当時の劇場支配人だった下山鉄三郎は、熱心に繰り返し観に来るファンの姿を目の当たりにし、ファン・クラブの設立を思い立つ。公開期間中に入会申込書を配布し、ファンの名簿の作成を行うとともに、劇場の応接室を会員に開放した。中高生が多かったこともあり、入会費、会費は無料とし、下山が自腹で運営を行った。
1965年1月2日から冬休みに合わせて松竹セントラルで「再びビートルズを聞こう！」というコピーの下、『ヤァ！ヤァ！ヤァ！』の再上映を行った。最終日となった10日に会員数236名でBFCが正式発足した。20日には会報第1号『ビートルズファンクラブの皆様へ』を発行した。朝日新聞など一般メディアでも取り上げられたこともあり、会員数は2月には2000人超、3月には3000人超と急激に増えていった。3月14日には松竹セントラルで初めてのファン向けイベント『第1回FCの集い』を開催した。4月29日には来日中のピーター&ゴードンを迎えて、松竹セントラルで『BFC第2回大会』を開催した。6月30日にはビートルズのMBE叙勲を祝い、『BFC臨時大会』を開催した。会員数はその後も増え続け、9月には8000人を超えた。
1966年3月4日、ビートルズが夏に来日することが報道されると、入会申し込みが大量に増えることが予想されたため、4月1日から新規入会受付を一旦停止した。ビートルズ来日公演最中の7月1日、下山がビートルズの広報担当トニー・バーロウから日本の公認ファン・クラブとしての運営を要請され、受諾した。ここからイギリスの「オフィシャル・ビートルズ・ファン・クラブ」の日本支部としての活動が始まった。ところがビートルズ来日の熱気が冷め、さらに新規入会および継続会員から会費を徴収することが決まると、ピーク時8600人を超えていた会員数は一気に激減、3000人を切ってしまった。12月28日には関西地区初のイベント『BFC忘年試写会』を大阪みなみ松竹座で開催した。
1967年になると、4月に『春のビートルズの集い』、8月に『BFC42年度第2回大会』、年末には『ビートルズ映画会』とイベントは行ったものの、ニュース不足のため会報の発行は滞りがちになってしまった。
1968年1月、下山の異動に伴い、活動を一時停止せざるを得なくなった。10月、事務局のボランティア・スタッフで当時学生だった新井憲子、小津千恵子、白井敬子が運営を引き継ぎ、活動を再開した。12月に会報の名称を『REPORT』に改めて発行。この時点での会員数は約1000名であった。
1969年になると、会報の発行はほぼ毎月行えるようになったが、イベント開催やファン同士が交流できる場の提供は行うことができず、会員数も800名を切ってしまった。
1970年4月、東芝音工のビートルズ担当ディレクターだった水原健二は活動が先細りとなってきたBFCの状況を危惧し、当時大学生だった香月利一、鳥居幹雄、森下茂男に協力を要請、新スタッフとして迎えた。会報の形式を一新し、会員獲得のプロモーション活動を行おうとしていた矢先、ポール・マッカートニーの脱退が報じられた。会員獲得活動の一環として、マッカートニーの復帰を求める『ゲット・バック・ポール・デモンストレーション・パレード』を企画、4月18日に実施した。参加者は少なかったが、マスコミに大きく取り上げられ、スタッフも積極的に番組へ出演した。6月には新宿体育館で『6・６ビートルズ総括大会甲虫眼玉空間無限祭』を開催、一般客を含め約2000名の参加者を集めた。しかし、月一回発行を目指していた会報もニュース不足と資金難によって発行回数が減ってしまい、他クラブと比較しても魅力的な活動が乏しかったため、一時的に1000名程まで増えた会員数も減少の一途をたどっていった。
1971年4月、ビートルズの解散を認める判決が確定すると、1972年1月、「オフィシャル・ビートルズ・ファン・クラブ」の解散が決定。財政的に活動の存続が厳しい状態に陥っていたBFCも解散を決めた。3月1日、会報最終号の発行を以って活動を終了した。

## 沿革
| - 1965年1月10日、正式発足。 - 同1月20日、会報第1号発行。 - 同2月上旬、会報第２号発行。 - 同2月15日、会報第3号発行。 - 同3月14日、松竹セントラルで『第1回FCの集い』開催。 - 同3月31日、会報第4号発行。 - 同4月29日、松竹セントラルで『BFC第2回大会』開催。 - 同5月10日、会報第5号発行。 - 同6月1日、会報第6号発行。合わせて会員証を製作、配付。 - 同6月23日、会報第7号発行。 - 同6月30日、松竹セントラルで『BFC臨時大会』開催。 - 同7月16日、会報第8号発行。 - 同9月20日、会報第9号発行。活字印刷になる。 - 同12月1日、会報第10号発行。 - 1966年6月1日、会報第11号発行。 - 同6月30日～7月2日、ビートルズ来日公演。 - 同7月1日、トニー・バーロウと会見。日本における公認ファン・クラブに決定。その後メンバーと会見。 - 同8月20日、会報第12号発行。 - 同12月、会報第13号発行。 - 同12月26日、27日、松竹セントラルで『BFC忘年試写会』開催。 - 同12月28日、大阪みなみ松竹座で『BFC忘年試写会』開催。 - 1967年4月26日、松竹セントラルで『春のビートルズの集い』開催。 - 同6月、会報第15号発行。 - 同8月9日、10日、松竹セントラルで『BFC42年度第2回大会』開催。 - 同12月26日、松竹セントラルで『ビートルズ映画会』開催。 - 1968年1月、下山の異動に伴い、活動を一時停止。 - 同10月、活動を再開。 - 同12月、新会報『REPORT』12月25日号発行。 | - 1969年３月6日頃、『REPORT』1月号、2月号同時発行。 - 同3月19日頃、『REPORT』3月号発行。 - 同5月14日頃、『REPORT』4月号発行。 - 同5月31日頃、『REPORT』5月号発行。 - 同6月19日頃、『REPORT』6月号発行。 - 同7月、『REPORT』7月25日号発行。 - 同8月、『REPORT』8月号発行。 - 同9月、『REPORT』9月号発行。 - 同10月25日頃、『REPORT』10月号発行。 - 同11月21日頃、『REPORT』11月号発行。 - 同12月30日頃、『REPORT』12月号発行。 - 1970年2月、『REPORT』1・2月合併号発行。 - 同4月、新スタッフを迎え、会報の形式を一新、3・4月合併号発行。 - 同4月18日、『ゲット・バック・ポール・デモンストレーション・パレード』を企画・実施。 - 同6月2日頃、会報5月号発行。 - 同6月6日、新宿体育館で『6・６ビートルズ総括大会甲虫眼玉空間無限祭』開催。 - 同7月18日、目黒公会堂で『ビートルズ映画会』開催。 - 同8月、会報7・8月合併号発行。 - 同10月、会報9・10月合併号発行。 - 1971年2月、会報1971年No.１発行 - 4月26日、ビートルズの解散が法的に確定。 - 同7月、会報1971年No.2発行 - 1972年3月1日、会報最終号「last issue」発行、解散。 |

## 主な活動内容
- 広報：会報の編集・発行。
- イベント：ファンの集い、映画会、レコード・コンサートの企画・開催。
- その他：ビートルズに関する国内外の情報の収集・翻訳・執筆活動、グッズ製作販売など。